# ब
Cette page contient des caractères spéciaux ou non latins. S’ils s’affichent mal (▯, ?, etc.), consultez la page d’aide Unicode.
फ, appelé ba et transcrit b, est une consonne de l’alphasyllabaire devanagari.

## Représentations informatiques
Ses Unicode sont :
| formes | représentations | chaînes de caractères | points de code | descriptions                                    |
| ------ | --------------- | --------------------- | -------------- | ----------------------------------------------- |
| pleine | ब               | ब                     | U+092C         | lettre devanagari ba                            |
| morte  | ब्               | ब◌्                    | U+092C U+094D  | lettre devanagari ba, symbole devanagari virama |